# How to Stuff a Wild Bikini
How to Stuff a Wild Bikini (bra Como Rechear um Biquíni) é um filme estadunidense de 1965 do gênero "comédia romântica", dirigido por William Asher. É o sexto filme de um total de sete da série com a Turma da Praia. Os outros filmes são Beach Party (1963), Muscle Beach Party (1964), Bikini Beach (1964), Pajama Party (1964), Beach Blanket Bingo (1965) e The Ghost in the Invisible Bikini (1966).
A animação de abertura foi feita por Art Clokey, que usa massinhas e criou Gumby.

## Elenco
- Annette Funicello....Dee Dee
- Dwayne Hickman....	Ricky
- Brian Donlevy....B. D. (Big Deal) McPherson
- Harvey Lembeck....	Eric Von Zipper
- Beverly Adams....Cassandra
- Mickey Rooney....Peachy (J. Peachmont) Keane
- Frankie Avalon....	Frankie
- Buster Keaton....Bwana
- John Ashley....Johnny
- Jody McCrea....Bonehead
- Marianne Gaba....Animal
- Len Lesser....North Dakota Pete
- Irene Tsu....Garota nativa
- Arthur Julian....Dr. Melamed
- Bobbi Shaw....Khola Koku
- The Kingsmen.... Eles próprios
- Alberta Nelson.... Puss
- Michele Carey....Michele
- Elizabeth Montgomery....filha do Bwana

## Sinopse
O publicitário Peachy procura a "garota ideal" para a campanha de uma motocicleta e chega à Malibu, encontrando-se com a Turma da Praia. Enquanto isso, Frankie serve na Marinha numa ilha do Pacífico Sul. Embora namore várias nativas ele se preocupa que Dee Dee saia com outro e busca ajuda do feiticeiro Bwana. Bwana cria uma "chamariz", uma bela ruiva chamada Cassandra que veste um biquini "selvagem", capaz de atrair as atenções de todos os rapazes que assim não assediarão Dee Dee. Ele também a vigia pelos olhos de um pelicano. Mas o feiticeiro erra na poção e Cassandra possui um defeito: é muito desastrada. E assim ela se interessa pelo líder da Gangue dos Ratos, Eric von Zipper, o único que é mais desastrado do que ela. No climax do filme, uma corrida de motocicletas.